# Rue de la Justice (Lille)
Pour les articles homonymes, voir Justice (homonymie).
Ne doit pas être confondu avec rue de la Justice, Rue de la Justice (Liège) ou rue de la Justice (Mulhouse).
La rue de la Justice est une voie publique urbaine de la commune de Lille, dans le département français du Nord.

## Situation et accès
La rue relie la place de la Solidarité au boulevard Victor-Hugo . Elle est desservie par la station de métro souterraine Wazemmes

## Origine du nom
La rue était un tronçon d’un chemin qui desservait la haute justice de Lille sous l'Ancien régime, gibet qui comportait une poutre horizontale supportée par des piliers en pierre, qui était approximativement situé à l'emplacement de la place Jacques Febvier (porte d'Arras)
.

## Histoire
La rue serait, avec les rues Charles-Quint, du Marché  et de Bapaume à Wazemmes, la rue du Capitaine Ferrer dans le faubourg de Douai à Lille, la rue Anatole-France à Ronchin, sur le parcours d’une ancienne voie romaine qui reliait Cassel  à Tournai.
Ce chemin de la Justice s’est également appelé chemin de l’évêque car il était sur le parcours de l’évêque de Tournai à son château de plaisance à Wazemmes situé à l’emplacement de l'actuelle place Philippe-de-Girard.
La rue n’a commencé à se bâtir que vers les années 1850 dans sa partie la plus proche de la place des quatre-chemins (actuelle place de la Solidarité) au-delà au cours de la deuxième moitié du XIXe siècle.

## La rue auXXIesiècle
La rue à sens unique de circulation de la place de la Solidarité vers le boulevard Victor-Hugo, deux files de stationnement, trottoirs étroits est bordée en majorité de maisons en briques de deux étages d'architecture vernaculaire du Nord de la France. Elle comporte plusieurs courées, un ensemble immobilier social du début du XXe siècle, quelques immeubles récents construits sur les parcelles étroites d’anciennes courées, peu de commerces.